# رويال رامبل (1993)
رويال رامبل 1993 (بالإنجليزية: Royal Rumble (1993))‏ هو عرض مصارعة محترفة من فئة الدفع مقابل المشاهدة وهو العرض السادس من سلسلة عروض الرويال رامبل. عُرض في 24 يناير 1993.

## وصلات خارجية
- الموقع الرسمي